# Попівка (Євпаторійський район)
Попі́вка (МФА: [popiŭka] ( прослухати), крим. Popivka) — село Євпаторійського району Автономної Республіки Крим, входить до Штормівської сільської ради.

## Опис
Попівка — маленьке курортне селище в західній частині Криму, в 30 кілометрах на захід від Євпаторії.
В Попівці найчистіші на західному узбережжі Криму золоті піщані пляжі. Купальний сезон починається в другій половині травня.
Поруч знаходиться солоне Ойбурське озеро з лікувальними грязями.

## Історія
Вперше згадується у 1887 році.
Поблизу Попівки виявлено залишки скіфського городища III ст. до н. е. — III ст. н. е.
З 2001 по 2013 рік у Попівці проводився щорічний молодіжний музичний фестиваль Республіка Казантип. У 2014 році відбулася окупація Криму Росією і захід не відбувся. Але вже у 2015 році фестиваль намагався повернутися під назвою «Befooz», але окупаційна влада заборонила фестиваль і жорстоко розправилася з учасниками.[джерело?]